# جمله ثابت
جملهٔ ثابت در ریاضیات، به جملهٔ با درجهٔ ۰ در چندجمله‌ای گفته می‌شود. برای مثال در چندجمله‌ای 
{\displaystyle X^{3}+2X+3\,}
با متغیر X، جملهٔ ثابت، ۳ است. در این‌جا، جملهٔ ثابت، یک عدد است، اما ممکن است که جملهٔ ثابت با یک متغیر نیز بیان شود، مانند یک حرف، هم‌چنان که در عبارت زیر داریم
{\displaystyle ax^{2}+bx+c\,}
متغیر X است و c جملهٔ ثابت است. جملهٔ ثابت این‌جا، برابر ضریب یک درجهٔ صفر است، که می‌تواند با قراردادن یک درجهٔ صفر در مقابل آن مشخص شود، یعنی cx0.
در چندجمله‌ای مانند x4 + 2x2، که در آن هیچ درجه‌صفری معلوم نیست، چنین برداشت می‌شود که جملهٔ ثابت، 0x0 یا به طرز ساده، خود ۰ است.
گرچه این مثال‌ها برای مورد سادهٔ یک چندجمله‌ای تک‌متغیره (چندجمله‌ای با یک متغیر) می‌باشند، اما این مفهوم به طرز مشابه به یک چندجمله‌ای چندمتغیره نیز اعمال می‌شوند. برای مثال، چندجمله‌ای
{\displaystyle X^{2}+2XY+Y^{2}-2X+2Y-4\,}
با متغیرهای X و Y دارای جملهٔ ثابت ۴- است. به طور عمومی، جملهٔ ثابت یک چندجمله‌ای با چند متغیر می‌تواند با جایگزین کردن ۰ برای تمام آن متغیرها به دست آید.
این مفهوم می‌تواند به سری‌های توانی نیز گسترش داده شود: در سری‌های توانی 
{\displaystyle a_{0}+a_{1}(x-c)+a_{2}(x-c)^{2}+a_{3}(x-c)^{3}+\cdots \,}
a0، جملهٔ ثابت است.

## منبع
- Wikipedia contributors, "Constant term," Wikipedia, The Free Encyclopedia, http://en.wikipedia.org/w/index.php?title=Constant_term&oldid=175042295 (accessed January 11, 2008).